# Ткачов Сергій Васильович

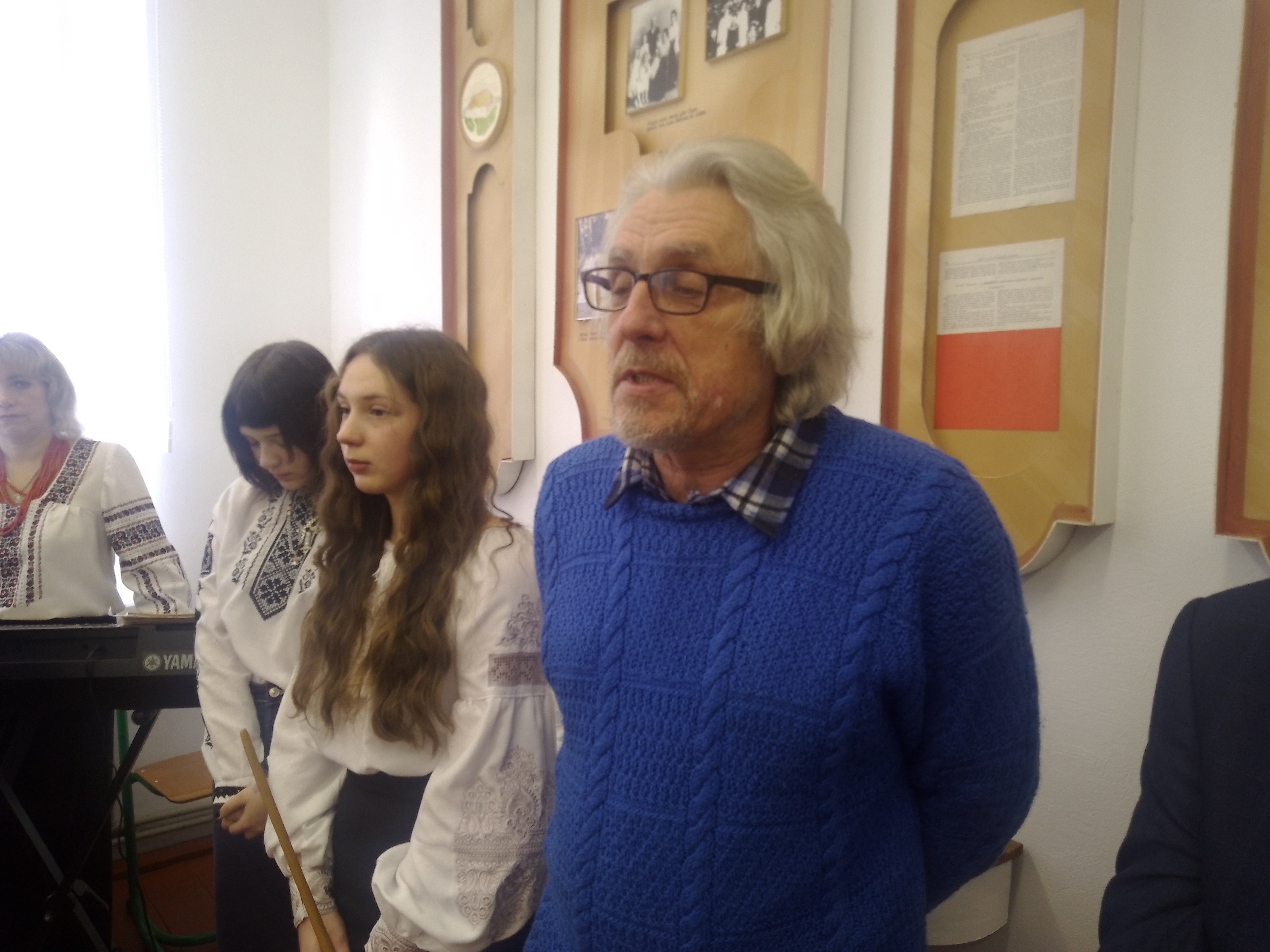
Сергій Ткачов на заходах 3 лютого 2025 з нагоди 180-й річниці від дня народження Івана Пулюя

Сергій Васильович Ткачов (нар. 15 квітня 1958, Луцьк) — український педагог, історик, краєзнавець, військово-історичний реконструктор.

## Життєпис
Народився 15 квітня 1958 року в м. Луцьку (Волинської області, нині Україна).
У 1984 році став випускником слов'янського відділу філологічного факультету Львівського університету. Працював учителем у Чернігівській області.

### Доробок
Автор понад 100 статей зі славістики, автор та співавтор багатьох біограмів (статей-біографій) енциклопедичних видань «Тернопільський енциклопедичний словник» (зокрема Евгеніуш Базяк, Бандровський Ернест Тітус, Людвік Ерліх, Вінцент Бучинський, Станіслав Здзярський, Станіслав Лукас, Юзеф Сташевський, Александер Брюкнер, Броніслав Влодарський, Зигмунт Галецький, Марія Ґжендзельська, Якуб Ґаватович, Станіслав Ґрабовський, Тадеуш Ґромніцький, Міхал Ґустав, Станіслав Ґрабовський, Іван Лучук, Тарас Лучук, Олександр Міцкевич, Ян Добжанський, Алоїз Осінський, Мар'ян Рехович,), Емануель Рінґельблюм, Єжи Яніцький, «Тернопільщина. Історія міст і сіл».
Співавтор книг:
- Клименко О., Ткачов С. Українці в поліції в дистрикті «Галичина» (Чортківський округ): німецький окупаційний режим в південних районах Тернопільщини у 1941—1944 pp. / Олег Клименко, С. Ткачов / Ранок-НП . — 2012. — 288 с.

У запропонованій книзі на прикладі Чортківського округу дистрикту «Галичина» подається детальний опис адміністративних структур, особистостей і соціальних умов, що торували шлях кривавому окупаційному режиму. Успіх окупаційної політики значною мірою залежав від місцевих начальників повітів, сільських старост, комендантів поліції, їхньої здібності передбачати вимоги керівництва та виконувати їх. Вузько регіональне дослідження має на меті відтворення процесів колаборації в конкретному місці. Розглядається побудова карально-поліцейського апарату на Чортківщині, з максимальною його персоніфікацією. Все це змальовує як трансформувалися загальні тенденції окупаційної політики на окружному рівні.
- Клименко О., Ткачов С. Українці в поліції в рейхскомісаріаті «Україна» (Південна Волинь): німецький окупаційний режим на Кременеччнині у 1941—1944 рр. / Олег Клименко, Сергій Ткачов / Харків: Ранок-НТ, — 2012. — 271 с.

У запропонованій читачам праці особливу увагу автори приділили побудові карально-поліційного аппарату в райхскомісаріаті «Україна» в 1941—1944 pp., який у рамках цивільного управління мав реалізовувати визначені в Берліні пріоритети німецької політики. Окупаційний режим на Південній Волині максимально персоніфікований. Читач знайде у книзі короткі документальні біограми, при їх відсутності — інші верифікаційні ознаки як на гітлерівців, так і місцевих колаборантів, і, сподіваємось, зможе переконатися, що колабораціонізм не був просто маргінальним явищем, негідною поведінкою окремих особистостей, а поширювався на порівняно масові соціальні групи населення.
Учасник проекту "Книга пам'яті України", який на благодійній основі здійснює оцифрування архівів військкоматів часів СРСР для увічнення пам'яті українців, яки загинули під час Другої Світової Війни